# Piante officinali spontanee
Elenco delle piante officinali spontanee soggette alle disposizioni della legge 6 gennaio 1931 n. 99., indicato con il regio decreto n. 772, 26 maggio 1932, oggi abrogato. Si tratta delle piante incluse nella farmacopea ufficiale e che quindi, teoricamente, le farmacie dovrebbero avere in assortimento. L'elenco è stato rimaneggiato molte volte dal 1932 a oggi, soprattutto per escluderne alcune voci, di volta in volta sostituite da farmaci più facilmente reperibili e conservabili. Molto diverso è l'assortimento reperibile nelle erboristerie che riflette gli usi popolari ed esclude rigorosamente le piante velenose che in questo elenco sono ben nove.  

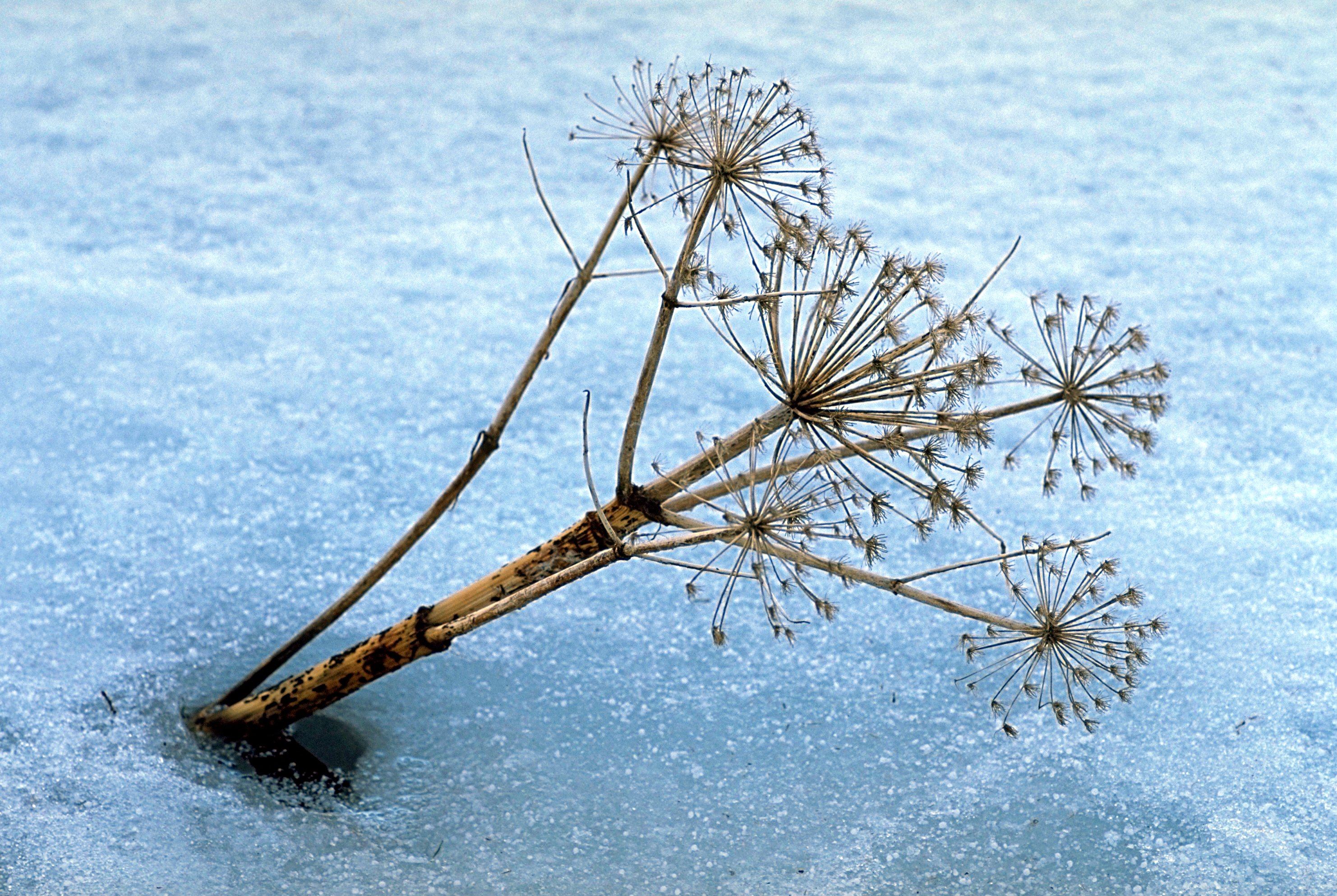
Angelica archangelica

## Elenco
| Nome comune             | Nome botanico                           | Parti usate              | Commestibilità |
| ----------------------- | --------------------------------------- | ------------------------ | -------------- |
| Aconito                 | Aconitum napellus                       | foglie e radici          | velenoso       |
| Adonidi                 | Adonis spec. var.                       | piante intere            | velenoso       |
| Angelica                | Angelica archangelica                   | semi e radici            |                |
| Arnica                  | Arnica montana                          | fiori e radici           |                |
| Artemisia               | Artemisia vulgaris                      | foglie, fiori, radici    |                |
| Assenzio gentile        | Artemisia pontica                       | parti aeree              |                |
| Assenzio maggiore       | Artemisia absinthium                    | parti aeree              |                |
| Assenzio pontico alpino | Artemisia vallesiaca                    | parti aeree              |                |
| Assenzio romano         | V. Assenzio maggiore                    | parti aeree              |                |
| Bardana                 | Lappa major                             | radici                   |                |
| Belladonna              | Atropa belladonna                       | foglie                   | velenoso       |
| Brionia                 | Bryonia dioica                          | radici                   | velenoso       |
| Calamo aromatico        | Acorus calamus                          | radici                   |                |
| Camomilla comune        | Matricaria chamomilla                   | fiori                    | Edule          |
| Cardosanto              | Carbenia benedicta                      | parti aeree              |                |
| Centaurea minore        | Erythraea centaurium                    | erba fiorita             |                |
| Cicuta maggiore         | Conium maculatum                        | foglie                   | velenoso       |
| Colchico                | Colchicum autumnale                     | bulbi e semi             | velenoso       |
| Coloquintide            | Citrullus colocynthis                   | frutti                   | velenoso       |
| Digitale                | Digitalis purpurea                      | foglie                   | velenoso       |
| Dulcamara               | Solanum dulcamara                       | stipiti                  | velenoso       |
| Elleboro                | Veratrum album                          | radici                   | velenoso       |
| Enula campana           | Inula helenium                          | radici                   |                |
| Erba rota               | Achillea herba-rota                     | parti aeree              |                |
| Farfara                 | Tussilago farfara                       | fiori                    |                |
| Fellandrio              | Oenanthe aquatica                       | semi                     |                |
| Frangula                | Rhamnus frangula                        | corteccia del fusto      |                |
| Frassino da manna       | Fraxinus spec. var.                     | Manna                    |                |
| Genepi                  | Artemisia mutellina                     | parti aeree              |                |
| Genepi                  | Artemisia spicata                       | parti aeree              |                |
| Genepi                  | Artemisia glacialis                     | parti aeree              |                |
| Genepi                  | Artemisia schmidtiana                   | parti aeree              |                |
| Genziana                | Gentiana lutea                          | radici                   |                |
| Giusquiamo              | Hyosciamus niger                        | foglie                   | velenoso       |
| Imperatoria             | Peucedanum ostruthium                   | radici                   |                |
| Issopo                  | Hyssopus officinalis                    | radici                   |                |
| Iva                     | Achillea moscata                        | Parti aeree              |                |
| Lavanda vera            | Lavandula angustifolia (L. officinalis) | sommità fiorite          |                |
| Lavanda spigo           | Lavandula latifolia                     | sommità fiorite          |                |
| Licopodio               | Lycopodium clavatum                     | spore                    |                |
| Limonella               | Dictamnus albus                         | sommità fiorite          |                |
| Liquirizia              | Glycyrrhiza glabra                      | radici                   |                |
| Melissa                 | Melissa officinalis                     | foglie e sommità fiorite |                |
| Pino mugo               | Pinus pumilio                           | rametti                  |                |
| Psillio                 | Plantago psyllium                       | semi                     |                |
| Polio montano           | Teucrium montanum                       | parti aeree              |                |
| Sabina                  | Juniperus sabina                        | rametti                  | velenoso       |
| Saponaria               | Saponaria officinalis                   | foglie e radici          |                |
| Scilla marittima        | Urginea maritima                        | bulbi                    | velenoso       |
| Spincervino             | Rhamnus cathartica                      | frutti                   | velenoso       |
| Stafisagria             | Delphinium staphisagria                 | semi                     |                |
| Stramonio               | Datura stramonium                       | foglie                   | velenoso       |
| Tanaceto                | Tanacetum vulgare                       | fiori                    |                |
| Tarassaco               | Taraxacum officinale                    | radici                   |                |
| Tiglio                  | Tilia sp.                               | fiori                    |                |
| Timo maggiore           | Thymus vulgaris                         | erba fiorita             | Edule          |
| Valeriana               | Valeriana officinalis                   | radici                   |                |